# Coração Eucarístico
Coração Eucarístico é um bairro de classe média alta e alta na região Noroeste de Belo Horizonte. Nele se localiza a Pontifícia Universidade Católica de Minas Gerais, maior universidade católica do Brasil e segunda maior universidade do estado. Segundo o último levantamento da Fundação Instituto de Pesquisa Econômica Administrativas e Contábeis de Minas Gerais, os moradores do Coração Eucarístico possuem renda média entre 8,5 e 14,5 salários mínimos mensais, o que o coloca entre as 50 melhores localidades na capital.
Tem, como bairros vizinhos, João Pinheiro, Dom Cabral, Minas Brasil, Padre Eustáquio e Gameleira.

## História

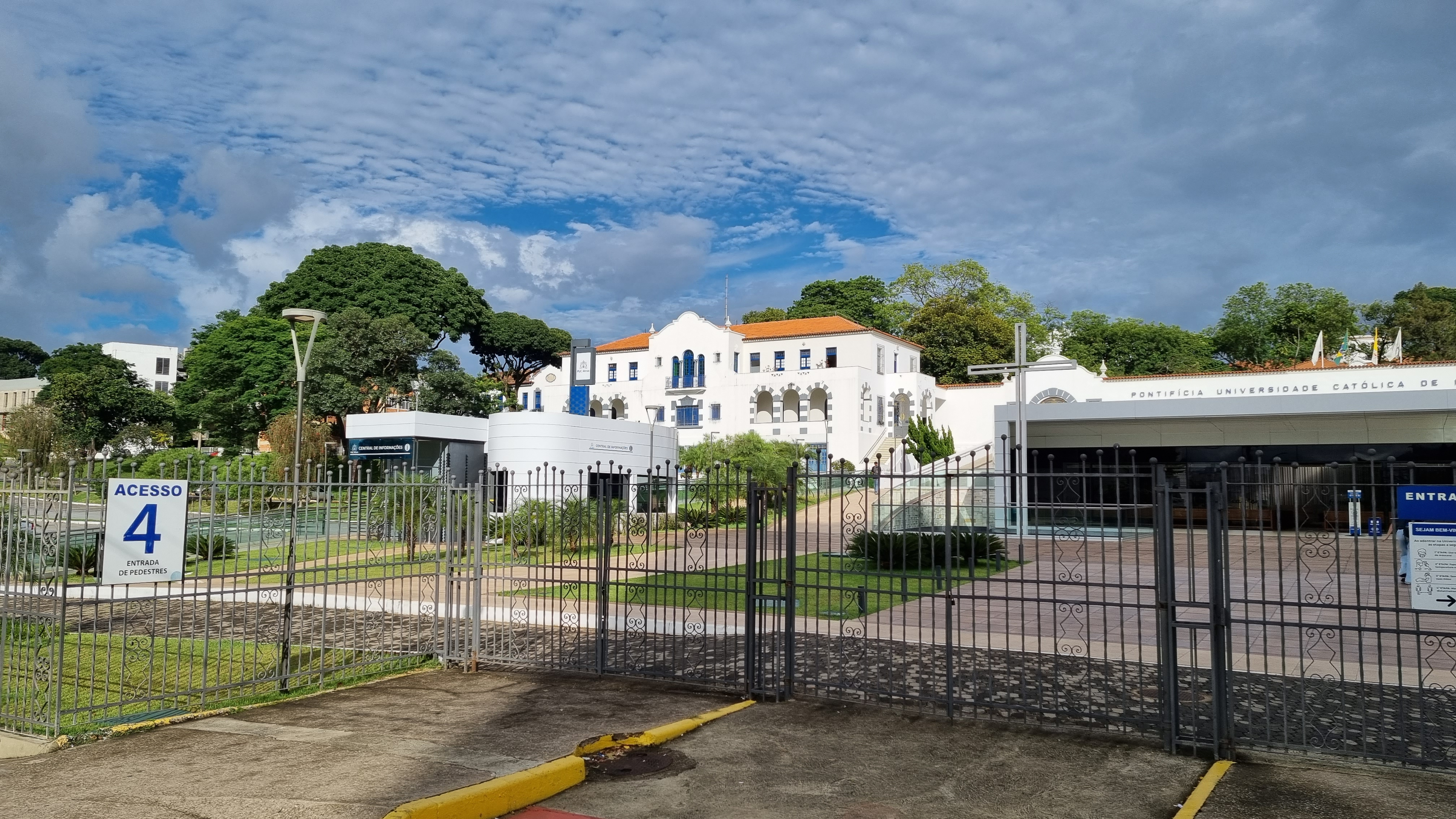
Prédio da PUC-MG, no Coração Eucarístico.

Como o próprio nome sugere, o Coração Eucarístico tem fortes ligações com a religião católica. Foi lá que se estabeleceu um dos mais tradicionais seminários da capital.
Em 1926, a antiga Fazenda da Gameleira deu lugar à construção do Seminário Coração Eucarístico, que durante 30 anos se dedicou à formação educacional e religiosa da comunidade eclesiástica mineira.
Em 1948, o seminário decidiu lotear parte da área que ocupava e criou uma escola formadora de professores. Desta iniciativa, comandada por Dom Antônio dos Santos Cabral, surgiu a Faculdade de Filosofia Ciências e Letras Santa Maria, que se transformou na Universidade Católica de Minas Gerais, e hoje é a Pontifícia Universidade Católica de Minas Gerais. O conjunto arquitetônico do antigo seminário, tombado pelo Patrimônio Histórico e Cultural de Belo Horizonte, é cartão postal do bairro e serve como porta de entrada para a PUC Minas.
Antes da Universidade, em meados dos anos 50, o bairro não dispunha de infra-estrutura adequada e os poucos moradores desafiavam a realidade e conviviam com a falta de calçamento, com a inexistência de comércio, transporte, água, luz e esgoto. A instalação de serviços urbanos e a consequente ocupação da localidade por estudantes, fez do Coração Eucarístico uma das regiões mais valorizadas da capital.

## Transporte
Atualmente existem seis linhas de ônibus que atendem diretamente o Bairro Coração Eucarístico: 4110, 4111, 9410, S21 e S41, e a 5401 do sistema Move BRT Além disso, ainda é possível utilizar dezenas de linhas que circulam na Via Expressa e o Metrô de Belo Horizonte, sendo que o bairro localiza-se próximo à Estação Gameleira.

## Comércio
O comércio gira em torno da Praça da Federação, ou pracinha do "Coreu", como é gentilmente chamada. Possui quantidade notável de bares, devido ao público jovem que frequenta a universidade, com destaque para o bar "A Granel", "Tacos", Shopping Rosa - tradicional ponto de encontros dos estudantes -  e o bar "Coreu Food & Drinks".
O bairro conta com 3 supermercados, pelo menos 3 padarias, lanchonetes, rede de fast-food, sorveteria, postos de gasolina, quatro farmácias, posto médico, colégio, pizzaria e restaurante de comida japonesa e comida em geral.

## Ligações Externas
- Dados gerais sobre a cidade de Belo Horizonte